# 모듈러 산술

시계 속 시간은 법 12에 대한 모듈러 산술을 사용한다. 9시 정각에 4시간을 더하면 1시 정각을 얻는다. 왜냐면 13은 법 12에 대하여 1과 합동이기 때문이다.

수론에서 모듈러 산술(영어: modular arithmetic) 또는 합동 산술(合同算術)은 정수의 합과 곱을 어떤 주어진 수의 나머지에 대하여 정의하는 방법이다. 정수환의 몫환 {\displaystyle \mathbb {Z} /(n)}의 환 구조로 생각할 수 있다.

## 정의
{\displaystyle n\in \mathbb {Z} }이 2 이상의 정수라고 하자. 정수환 {\displaystyle \mathbb {Z} }의 주 아이디얼 {\displaystyle (n)}에 대한 몫환 {\displaystyle \mathbb {Z} /(n)}의 원소들은 {\displaystyle \{0,1,\dots ,n-1\}}과 일대일 대응하며, 이는 정수를 {\displaystyle n}으로 나눈 나머지로 생각할 수 있다. 즉, 환 준동형
{\displaystyle \phi _{n}\colon \mathbb {Z} \to \mathbb {Z} /(n)}
을, 정수를 {\displaystyle n}에 대한 나머지로 대응시키는 함수로 여길 수 있다.
임의의 두 정수 {\displaystyle a,b\in \mathbb {Z} }에 대하여 다음 두 조건이 서로 동치이며, 이 조건이 성립하면 {\displaystyle a}와 {\displaystyle b}가 법 {\displaystyle n}에 대하여 합동(法{\displaystyle n}에 對하여 合同, 영어: congruent modulo {\displaystyle n})이라고 한다.
- {\displaystyle a=b+kn}인 정수 {\displaystyle k\in \mathbb {Z} }가 존재한다.
- {\displaystyle \phi _{n}(a)=\phi _{n}(b)\in \mathbb {Z} /(n)}이다. 즉, {\displaystyle a}와 {\displaystyle b}는 {\displaystyle \mathbb {Z} /(n)}의 같은 동치류에 속한다.

이는 기호로는
{\displaystyle a\equiv b{\pmod {n}}}
이라고 한다. 정수의 합동은 동치 관계를 이룬다.

## 성질

### 덧셈 · 뺄셈 · 곱셈
{\displaystyle \mathbb {Z} /(n)}은 가환환이므로, 임의의 가환환에서와 마찬가지로 덧셈 · 뺄셈 · 곱셈을 정의할 수 있으며, 덧셈과 곱셈은 결합 법칙 · 교환 법칙을 따르고, 또한 분배 법칙이 성립한다. {\displaystyle \phi _{n}\colon \mathbb {Z} \to \mathbb {Z} /(n)}이 환 준동형이므로, 임의의 {\displaystyle a,b,c\in \mathbb {Z} }에 대하여 다음 두 조건이 서로 동치이다.
- {\displaystyle ab\equiv c{\pmod {n}}}
- {\displaystyle \phi _{n}(a)\phi _{n}(b)=\phi _{n}(c)}

마찬가지로, 다음 두 조건이 서로 동치이다.
- {\displaystyle a+b\equiv c{\pmod {n}}}
- {\displaystyle \phi _{n}(a)+\phi _{n}(b)=\phi _{n}(c)}

마찬가지로, 다음 두 조건이 서로 동치이다.
- {\displaystyle a\equiv -b{\pmod {n}}}
- {\displaystyle \phi _{n}(a)=-\phi _{n}(b)}

### 중국인의 나머지 정리
{\displaystyle n}의 소인수 분해가
{\displaystyle n=\prod _{p}p^{n_{p}}}
라고 하자. 그렇다면 중국인의 나머지 정리에 따르면 다음과 같은 가환환의 동형이 존재한다.
{\displaystyle \mathbb {Z} /(n)\cong \prod _{p}\mathbb {Z} /(p^{n_{p}})}
즉, 두 개 이상의 소인수를 갖는 수에 대한 모듈러 산술은 그 소인수들(의 거듭제곱)에 대한 합동류들을 성분별로 취급하는 것과 같다.

### 나눗셈
일반적으로, {\displaystyle \mathbb {Z} /(n)}은 체가 아니므로, 모듈러 산술에서 나눗셈은 일반적으로 정의되지 않는다. 다만, 만약 {\displaystyle n}이 소수라면 {\displaystyle \mathbb {Z} /(n)}은 체를 이루며, 이 경우 0이 아닌 모든 수의 역수가 존재한다.
합성수 {\displaystyle n}에 대한 모듈러 산술의 경우, 오직 {\displaystyle n}과 서로소인 수만이 가역원이다 (역수를 정의할 수 있다). 이는 오일러의 정리에 따라
{\displaystyle a^{\phi (n)}\equiv 1{\pmod {n}}}
이기 때문이다 ({\displaystyle \phi }는 오일러 피 함수). 즉, {\displaystyle n}개의 합동류 가운데 오직 {\displaystyle \phi (n)}개만이 가역원이며, 가역원 {\displaystyle a}의 역원은 {\displaystyle a^{\phi (n)-1}}이다.

#### 홀수 소수의 거듭제곱
2가 아닌 소수 {\displaystyle p}에 대하여, {\displaystyle \mathbb {Z} /(p^{k})}의 가역원들은 총
{\displaystyle \phi (p^{k})=p^{k-1}(p-1)}
개가 있으며 ({\displaystyle \phi }는 오일러 피 함수), 그 가역원군은 순환군이다.
{\displaystyle (\mathbb {Z} /(p^{k}))^{\times }\cong Z_{\phi (p^{k})}}

#### 2의 거듭제곱
{\displaystyle k>1}에 대하여, {\displaystyle \mathbb {Z} /(2^{k})}의 가역원군은 다음과 같다.
{\displaystyle (\mathbb {Z} /(2^{k}))^{\times }\cong Z_{2}\times Z_{2^{k-2}}}

#### 일반적 합성수
일반적 합성수의 경우, 가역원군은 중국인의 나머지 정리에 따라서
{\displaystyle \left(\mathbb {Z} /\left(\prod _{p}p^{n_{p}}\right)\right)^{\times }\cong \prod _{p}(\mathbb {Z} /(p^{n_{p}}))^{\times }}
이다.

### 아이디얼
{\displaystyle \mathbb {Z} /(n)}에서도 정수환의 경우와 마찬가지로 아이디얼과 소 아이디얼 및 극대 아이디얼의 개념을 정의할 수 있다.
{\displaystyle \mathbb {Z} /(n)}의 아이디얼은 모두 {\displaystyle n}의 약수에 의하여 생성되는 주 아이디얼이다. 즉, {\displaystyle (d)} ({\displaystyle d\mid n})의 꼴이다.
이 아이디얼들 가운데, 소 아이디얼인 것은 {\displaystyle d}가 소수인 경우이다. 즉, {\displaystyle \mathbb {Z} /(n)}의 소 아이디얼은 {\displaystyle n}의 소인수들의 주 아이디얼들이다. {\displaystyle \mathbb {Z} /(n)}에서 극대 아이디얼의 개념과 소 아이디얼의 개념은 서로 일치한다. 즉, 모든 극대 아이디얼은 소 아이디얼이며, 모든 소 아이디얼은 극대 아이디얼이다.
따라서, {\displaystyle \mathbb {Z} /(n)}의 크룰 차원은 다음과 같다.
{\displaystyle \dim \mathbb {Z} /(n)={\begin{cases}1&n=0\\-\infty &n=1\\0&n\neq 0,1\end{cases}}}
이는 대수기하학적으로 다음과 같이 해석할 수 있다. {\displaystyle n}의 소인수 분해가
{\displaystyle n=\prod _{i=1}^{k}p_{i}^{n_{i}}}
라면, 중국인의 나머지 정리에 따라서
{\displaystyle \mathbb {Z} /(n)\cong \prod _{i=1}^{k}\mathbb {Z} /(p_{i}^{n_{i}})}
이다. 이는 가환환의 범주에서의 곱이므로, 아핀 스킴의 범주에서의 쌍대곱이 된다. 즉,
{\displaystyle \operatorname {Spec} \mathbb {Z} /(n)=\bigsqcup _{i=1}^{k}\operatorname {Spec} \mathbb {Z} /(p_{i}^{n_{i}})}
가 된다. 각 {\displaystyle \mathbb {Z} /(p_{i}^{n_{i}})}는 하나의 소 아이디얼 {\displaystyle (p_{i})}을 갖는 국소환이며, 따라서 위상 공간으로서는 한원소 집합이다. 즉, 아핀 스킴 {\displaystyle \operatorname {Spec} \mathbb {Z} /(n)}은 위상 공간으로서 {\displaystyle n}의 각 소인수에 대응하는 {\displaystyle k}개의 점들로 구성된 공간이다.
(만약 {\displaystyle n=0}일 경우, 이는 정수환의 스펙트럼이므로, 1차원이다. {\displaystyle n=1}일 경우, 자명환의 스펙트럼은 공집합이다.)

## 예
14와 20 그리고 −4는 법 6에 대하여 합동이다. 이를 식으로 나타내면
{\displaystyle 14\equiv 20\equiv -4{\pmod {6}}}
이다.

## 같이 보기
- 중국인의 나머지 정리